# Deinacrida mahoenui
Deinacrida mahoenui är en insektsart som beskrevs av Gibbs 1999. Deinacrida mahoenui ingår i släktet Deinacrida och familjen Anostostomatidae. Inga underarter finns listade i Catalogue of Life.